# Mojib-Ribbon
Mojib-Ribbon (モジブリボン?) è un videogioco musicale sviluppato da NanaOn-Sha e pubblicato nel 2003 da Sony Computer Entertainment per PlayStation 2. Ideato da Masaya Matsuura, il gioco è sequel di Vib-Ribbon, ispirato alla pittura a inchiostro e acqua.